# Janty Yates
Janty Yates (ur. 1950) – brytyjska kostiumografka filmowa i telewizyjna. Laureatka Oscara za najlepsze kostiumy do filmu Gladiator (2000) Ridleya Scotta, z którym współpracowała łącznie przy jedenastu projektach. Sporadycznie współpracowała także z takimi twórcami filmowymi jak m.in. Michael Winterbottom (Aleja snajperów, 1997), Jean-Jacques Annaud (Wróg u bram, 2001) czy Michael Mann (Miami Vice, 2006).